# Naturno
Naturno (németül: Naturns) település Olaszországban, Bolzano autonóm megyében. Lakosainak száma 6066 fő (2023. január 1.). Naturno Castelbello–Ciardes, Lana, Parcines, San Pancrazio, Senales, Lagundo, Plaus és Ultimo községekkel határos.

## Népesség
A település népességének változása:
| Lakosok száma | 5711 | 5777 | 5805 | 6066 |
|               | 2013 | 2017 | 2018 | 2023 |